# قیاس‌آباد (مرودشت)
قیاس‌آباد یا غیاث‌آباد روستایی در دهستان رحمت بخش سیدان شهرستان مرودشت استان فارس ایران است.

## معرفی
مردم این روستا همگی با هم خویشاوند بوده و از یک خانواده می‌باشد و نام خانوادگی ایشان عمادی، رسولی یا مرادی می‌باشد. علت عدم افزایش جمعیت روستا، محدودیت منابع (زمین کشاورزی) بوده‌است. اراضی این روستا موقوفه بوده و کشاورزان طبق قرارداد طولانی مدت از اراضی استفاده کرده و سالیانه مال الاجاره می‌پردازند. جمعیت روستا به‌دلیل کاهش منابع آب زیر زمینی و در نتیجه کاهش سطح زیر کشت، رو به کاهش است.

## جمعیت
بر پایه سرشماری عمومی نفوس و مسکن در سال ۱۳۹۵ جمعیت این روستا ۸۷ نفر (۲۴خانوار) بوده‌است.